# Zelená (Luštěnice)
Zelená je vesnice, část obce Luštěnice v okrese Mladá Boleslav. Nachází se dva kilometry západně od Luštěnic. Vesnicí vede silnice II/275. Zelená leží v katastrálním území Luštěnice o výměře 11,68 km².

## Další fotografie

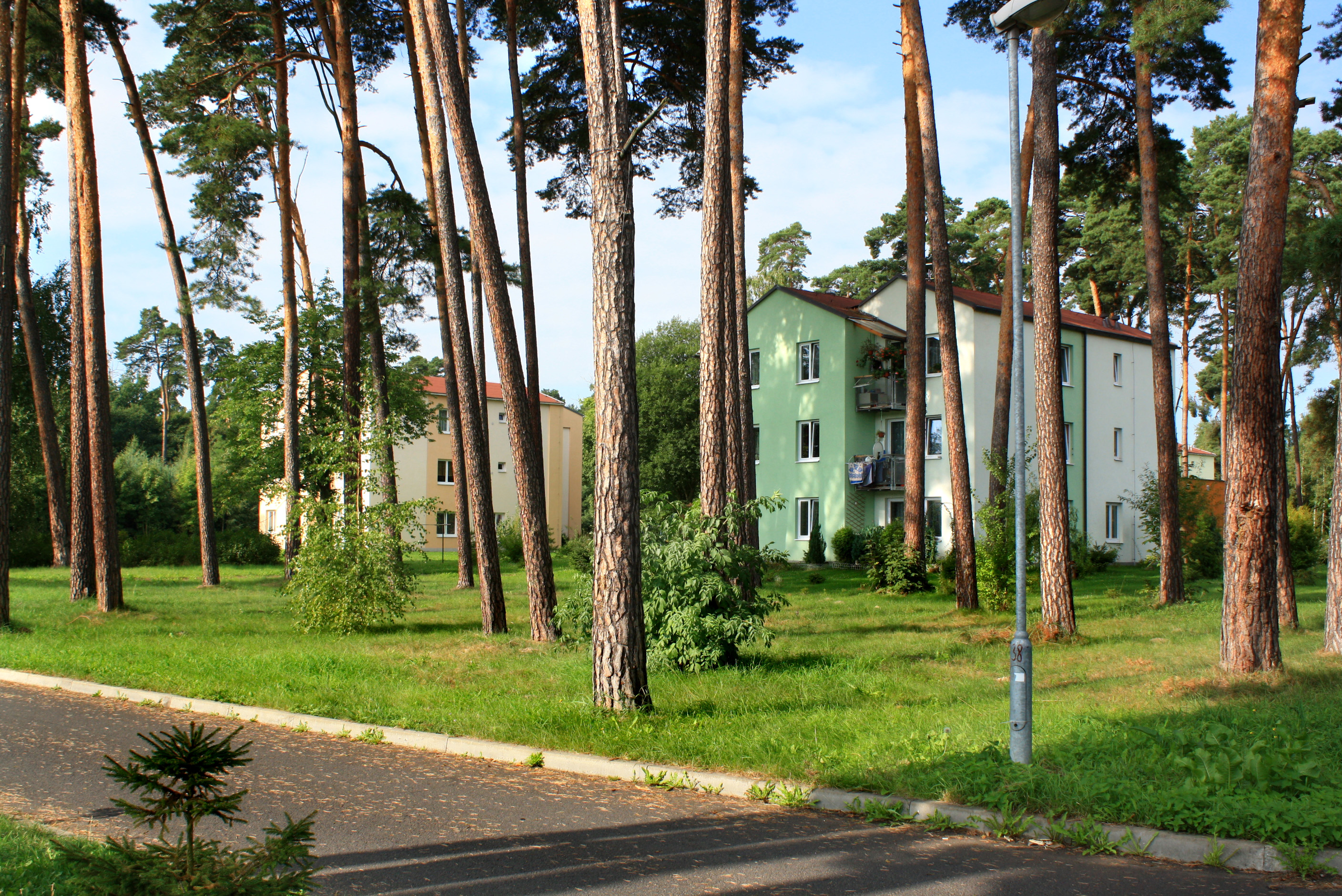
Sídliště Lesní
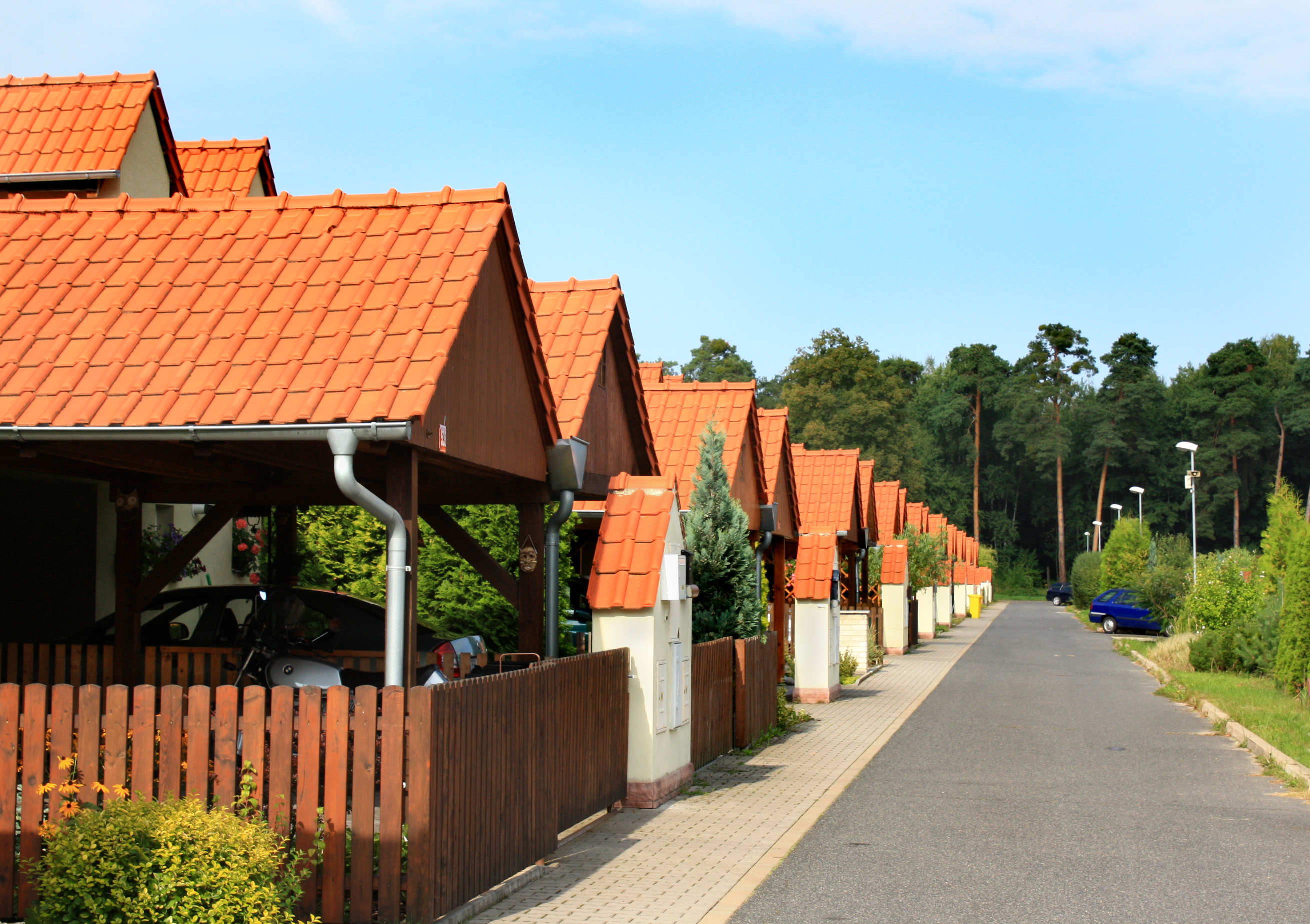
Řadové domky v části Slunečná
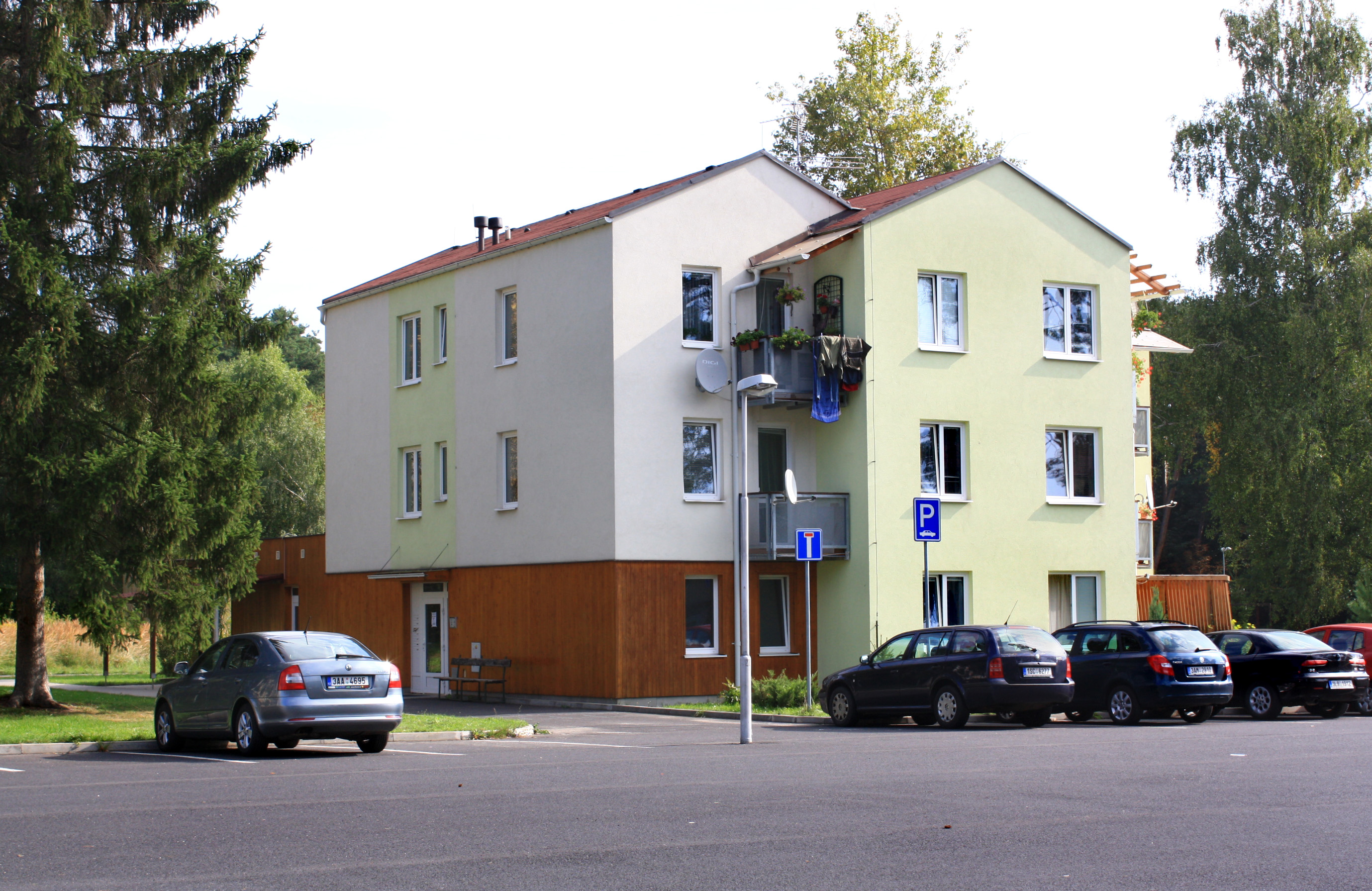
Bytový dům v části Lesní